# Секвенсор
Секве́нсор, секве́нсер (англ. sequencer, от англ. sequence — «последовательность») — аппаратное устройство или прикладная программа для записи, редактирования и воспроизведения последовательности звуков (например, MIDI-данных), главным образом, формульных ритмических фигур и мелодических фраз (секвенций или  «паттернов»). 
В принципе, секвенсор способен записывать любые MIDI-сообщения, например, панорамирование, переключение определённых заранее тембров (патчей), динамические нюансы и другие параметрические характеристики звучания. Пользователь передаёт MIDI-сообщения секвенсору обычно с MIDI-клавиатуры, с любого другого MIDI-устройства либо с клавиатуры автономного секвенсора. Секвенсор до некоторой степени можно уподобить цифровому магнитофону, с той разницей, что секвенсор записывает и воспроизводит не аналоговый/цифровой звук, а MIDI-сообщения.

## Функции секвенсоров
Использование секвенсора существенно облегчает процесс записи музыкальных произведений и автоматизирует их концертное воспроизведение. Например, запись одной или нескольких партий может производиться в замедленном темпе относительно заданного, самые быстрые музыкальные пассажи могут быть введены при помощи функции пошаговой записи. Операция квантования (от англ. quantize) позволяет выравнивать ритмические неравномерности исполнения, операция деквантования (dequantize, humanize), напротив, вносит лёгкие неравномерности в излишне «правильные», «машинные» партии (например, записанные пошагово). 

## Аналоговые секвенсоры
Электронные устройства, предназначенные для управления аналоговыми синтезаторами. Были изобретены в первой половине XX века. Первые образцы использовали механизм с перфолентой. В 1960-х годах были созданы полностью электронные устройства.
В аналоговом секвенсоре высота ноты соответствует определённому уровню напряжения. Это напряжение подаётся на управляемый напряжением генератор синтезатора.
В аналоговых секвенсорах мелодия записывается шагами одинаковой длительности. Выбор нужной ноты чаще всего производится с помощью потенциометра. Потенциометры группируются в банки. Каждый банк содержит 8 или 16 потенциометров, что позволяет сохранить несколько тактов мелодии. Также для каждого шага можно выбрать, воспроизводить ли данный шаг или перейти к первому шагу. В зависимости от возможностей секвенсора банки могут воспроизводиться одновременно, что даёт возможность исполнять аккорды по отдельности либо последовательно, банк за банком, формируя более длинную мелодию.
Чтобы избежать монотонности непрерывно повторяемых фрагментов, некоторые музыканты, например Кристофер Франке из Tangerine Dream, перенастраивали аналоговые секвенсоры во время исполнения, добавляя и убирая ноты.

## Аппаратные секвенсоры
Простые аппаратные MIDI-секвенсоры, называемые также MIDI-файлерами, могут только записывать и воспроизводить MIDI-потоки. Более сложные секвенсоры позволяют производить запись с последовательным наложением нескольких партий, а также редактировать уже записанные партии, изменяя их высоту звучания, громкость, тембр, темп, музыкальный размер и другие характеристики. Таким образом, совместно с синтезатором, секвенсор является мощным средством, позволяющим единственному исполнителю записать полноценное музыкальное произведение, внести необходимые поправки, а затем перенести готовый продукт на звуковой носитель для воспроизведения, тиражирования, разучивания оркестрантами. Аппаратный секвенсор является обязательным компонентом музыкальной рабочей станции.

## Программные секвенсоры
С 1990-х годов получили распространение программные секвенсоры — программы для персональных компьютеров, выполняющие секвенсорные функции. Зачастую, помимо разнообразных средств записи и редактирования MIDI-данных, они содержат дополнительные возможности, например, автоматический вывод на печать нот созданного произведения, многоканальную аудиозапись, поддержку виртуальных синтезаторов, семплеров и процессоров обработки.

### Проприетарные программные секвенсоры
- Ampedstudio
- Ableton Live
- Bitwig Studio
- Apple Logic Pro
- Cakewalk Sonar
- Digidesign Pro Tools
- Digital Performer
- FL Studio
- Live Step Designer
- MAGIX Music Maker
- PreSonus Studio One
- Cockos REAPER
- Propellerhead Reason
- MAGIX Samplitude
- Steinberg Cubase
- Sekwenzer — для Windows
- ThunderBeatD3 — для Windows

### Свободные программные секвенсоры
- Ardour
- BRELS MIDI Editor (GNU/GPL)
- harmonySEQ - Linux - открытый исходный код
- LMMS
- MusE — открытый исходный код
- Qtractor
- Rosegarden — открытый исходный код
- Seq24 — открытый исходный код